# Aholičy
Aholičy (in bielorusso Аго́лічы?; in russo Оголичи?, Ogoliči) è un centro abitato della Bielorussia. Al 2004 aveva 150 abitanti.